# Ад
Вижте пояснителната страница за други значения на Ад.
Адът (наричан също пъкъл, преизподня, пекло или геена огнена) в религията, фолклора и митологията представлява задгробен свят, противоположност на рая; място, където изтърпяват вечното си наказание падналите ангели и душите на грешните хора след смъртта.
Според най-разпространените представи адът е огромно подземно царство, подвластно на Сатаната (Дявола), в което бушува вечен огън, а демони изтезават душите на грешниците, очакващи Страшния съд. Днешният образ на ада има сравнително късен произход, въпреки че вярата в подземно царство на мъртвите е присъща на много култури още преди появата на християнството. Според съвременното разбиране адът е вечното наказание за грешните хора.
Има религии, в които адът е междинен период между различните въплъщения. Обикновено тези традиции намират ада в друго измерение или под повърхността на Земята и често включват входове в ада от земята на живите. Други дестинации включват небесата, чистилището, рая и лимбо. Други традиции, които не мислят за задгробния живот като място за наказание или награда, просто описват ада като място за живеене на мъртвите, гроба, неутрално място, разположено под повърхността на Земята (например, Шеол и Хадес).

## Формиране на представите за ада
Представите за ада като противоположност на рая се формират на основата на дуалистичния светоглед, присъщ на митологичното и поетичното мислене (добро–лошо, светлина–мрак, горе–долу и т.н.) в съчетание с развитието на идеите за задгробния живот и (по-късно) евентуалното възмездие след смъртта.

### Християнство

#### Възникване на представата за ада
В каноничните текстове от Стария завет практически отсъства понятието ад, както то се разбира по-късно. В тях се споменава думата „шеол“, превеждана в по-късните преписи като „преизподня“, „гроб“ (Битие 37:35, Книга на Йов 7:9, Псалм 6:6; Притчи Соломонови 30:16 и др.). Тази дума се среща и в Новия завет, но там адът е представен по-скоро като усещане, описван е по-скоро вътрешно (като изживяване), а не външно (като зрелище). В Евангелието от Матей споменаването на ада винаги завършва с думите: „Там ще има плач и скърцане със зъби“. Пребиваването в ада се възприема не толкова като вечен живот, прекаран в болка и страдание, а като мъката на вечната смърт.

#### Огнената природа на ада
Огнените изпитания в Новия завет се свързват със старозаветната традиция, описваща адските мъки. За наказание с огън от сяра („огън и жупел“) се говори още в текстовете от Кумран, а споменаването му в Новия завет (Евангелие от Йоан 20:10, 21:8) е препратка към наказанието, което старозаветният бог наложил на грешните градове Содом и Гомор.
В православието причастието се сравнява с огъня на Бога, изгарящ недостойните и пречистващ достойните. Това дава основание на мистика от VII век Исак Сирийски да развие тезата, че всъщност няма някакъв специален адски огън, а това е божественият плам на Бога, възвисяващ достойните и мъчително изгарящ чуждите нему.

#### Адските мъки
Паралелно с тези идеи се развиват и детайлизират представите за адските мъки, на които са подложени грешниците. Тези мотиви получават разпространение в апокрифите и фолклора. Най-ранните апокрифи с подобно съдържание са от II век („Откровение на Петър“, отчасти „Откровение на Павел“ (II – V в.)). Адът вече се представя като един вид подземен божествен затвор, от който не можеш никога да излезеш и в който грешните души изтърпяват наказанията си, като видът на наказанието съответства на вида на престъплението (прегрешението). Така например клеветниците са обесени за езика, устите на лъжесвидетелите са пълни с огън, ленивците лежат в огнени легла, прелюбодейците и блудниците са измъчвани чрез змии, преминаващи през телата им и т.н. Господар на това място всъщност не е Сатаната, тъй като самият той и целият ад ще бъдат хвърлени в огненото езеро в деня на Страшния Съд, което е втората, вечната смърт. Всъщност подчинените му дяволи (демони, бесове) са палачите, които измъчват грешниците в ада, но те също ще бъдат хвърлени в огненото езеро за вечни мъки.

### Будизъм
В будизма адът се нарича нарака. За разлика от християнството, съществата не са пращани в нарака като резултат от божи съд или наказание, нито престоят им там е вечен, въпреки че обикновено е много дълъг.